# Valvola di scarico
La valvola di scarico nei motori a combustione interna ha la funzione di permettere o di regolare lo svuotamento del cilindro, in modo da preparare il motore ad un altro ciclo termico.

## Tipo
Le valvole di scarico possono essere di diverso tipo a seconda del loro tipo di funzionamento, inoltre queste possono essere:

### Esclusivamente per motori a due tempi

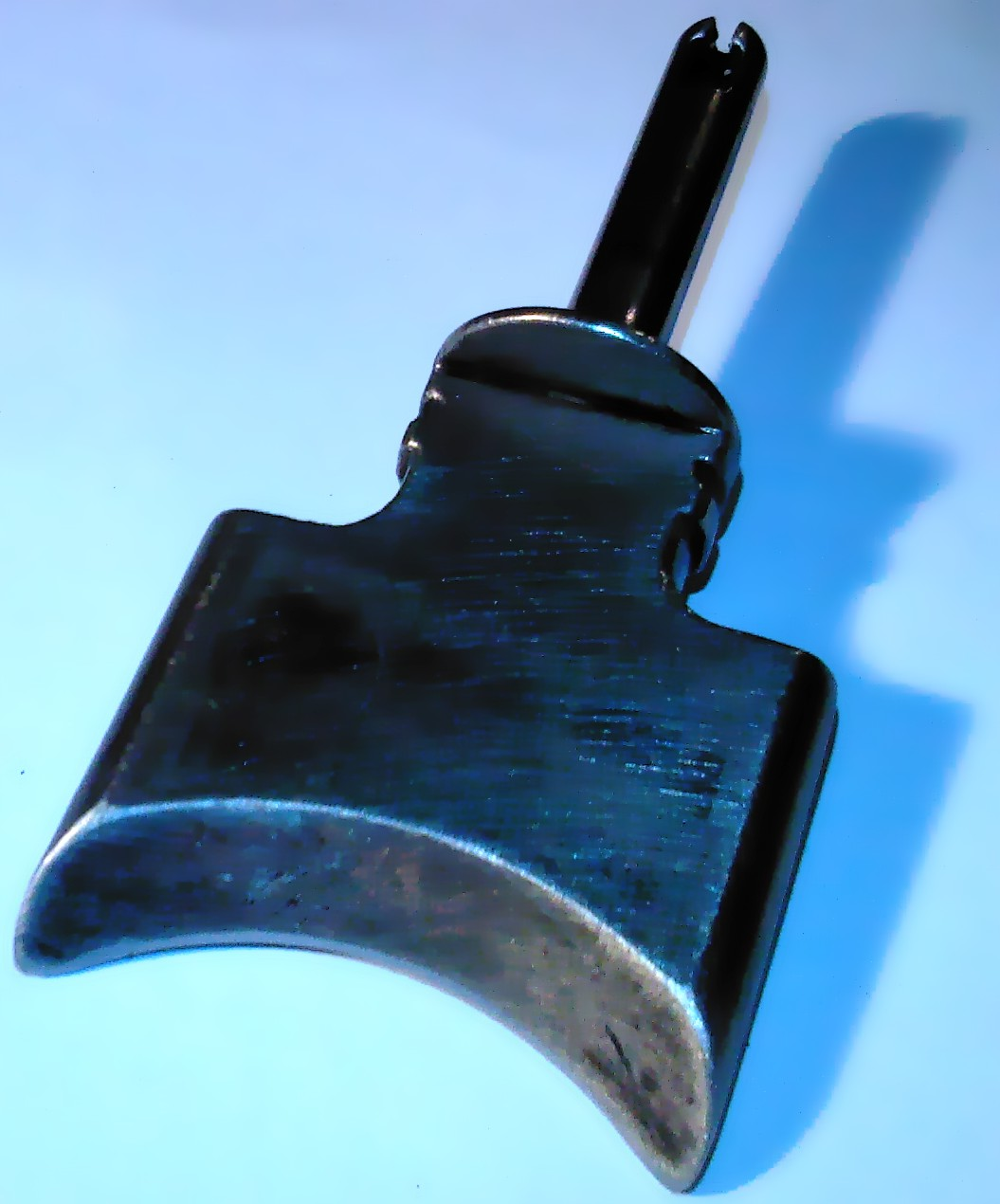
Valvola parzializzatrice a ghigliottina del sistema RAVE

- Valvole di contropressione, detti anche risuonatori, sono sistemi che funzionano tramite la risonanza e tali valvole prendono appunto tale nome, perché non variano la sezione del condotto in modo fisico o modificano la fasatura, ma modificano la forza dei gas di scarico.
- Valvola parzializzatrice, sistemi dotati di valvola che modifica la sezione di passaggio del condotto di scarico in modo fisico e che generalmente modifica anche la fasatura di scarico
- Sistemi misti, sistemi che adoperano sia la valvola di contropressione, che la valvola parzializzatrice

Le valvole finora viste sono utilizzate nei motori a 2 tempi, in modo da avere prestazioni più elevate ai bassi-medi regimi, infatti queste valvole vengono utilizzate quando i motori hanno un campo d'utilizzazione del loro funzionamento ridotto agli alti regimi, per via dell'elevata potenza specifica, con l'applicazione di queste valvole si raccorda l'espansione al ridotto numero di giri del motore in modo da utilizzare in modo corretto l'onda di risonanza, ampliando di molto l'utilizzazione del motore.

### Sia per motori a due che a quattro tempi

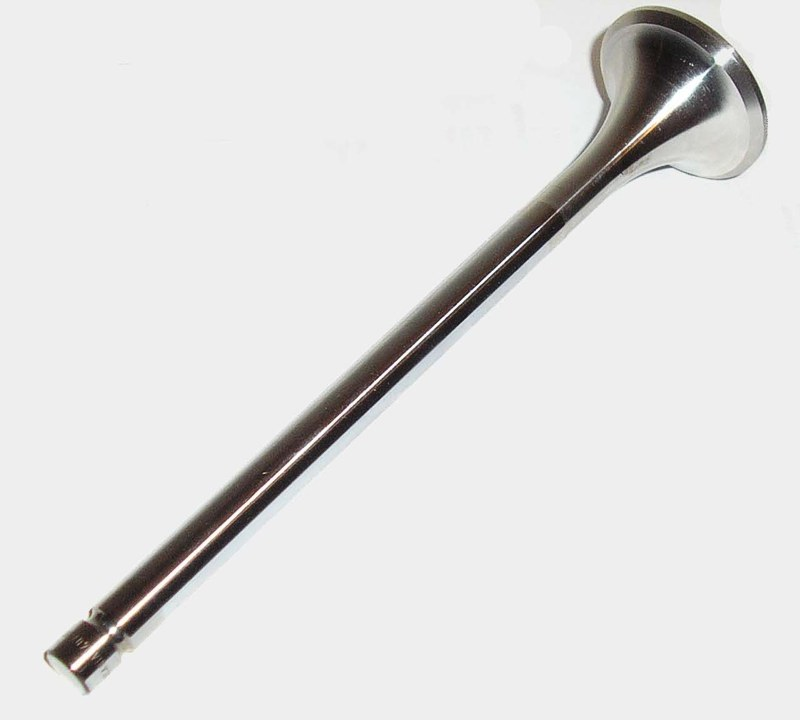
Valvola a fungo di un motore a 4 tempi

Sistemi che vanno ad aprire e chiudere in modo completo e più stagno possibile il canale di scarico.
- Valvola a fodero sistema usato su motori a quattro tempi, applicabile anche a motori a due tempi unidirezionali
- Valvola a fungo sistema usato sulla maggioranza dei motori a quattro tempi e su alcuni motori a due tempi unidirezionali.

Questi ultimi sistemi devono sopportare temperature elevatissime e grandi sollecitazioni meccaniche è costruita con materiali molto resistenti, generalmente sono del tipo a fungo ed è comandata da un albero a camme e dalla distribuzione, che può essere di diversi tipi.

## Numero
Il numero delle valvole in un motore dipende dal tipo di valvola adoperata e dal tipo d'applicazione del motore, difatti si va da un minimo di nessuna valvola (come nei motori a due tempi più semplici) fino a generalmente non più di due valvole di scarico per cilindro nei quattro tempi. Sono stati anche prodotti motori stradali a quattro tempi ad otto valvole per cilindro (in totale) per la Honda NR 750 (presentata nel 1989 a Tokyo) che aveva anche la peculiare caratteristica di montare grandi pistoni ovali (collegati con due bielle ognuno all'albero motore) potendo così ospitare quattro valvole di aspirazione e quattro di scarico ciascuno.